# ناو کلاس بالتیمور
کروزر کلاس بالتیمور (به انگلیسی: Baltimore-class cruiser) یک کلاس از کشتی است که طول آن ۶۷۳ فوت ۵ اینچ (۲۰۵٫۲۶ متر) و ارتفاع آن ۱۱۲ فوت ۱۰ اینچ (۳۴٫۳۹ متر) می‌باشد.